# Büsching (cráter)
Büsching  es un cráter de impacto que se encuentra en la sierra sur del lado oculto de la Luna. El cráter Buch, de tamaño similar, se sitúa adyacente a su borde sudoeste, y más hacia el suroeste se aparece el cráter Maurolycus.

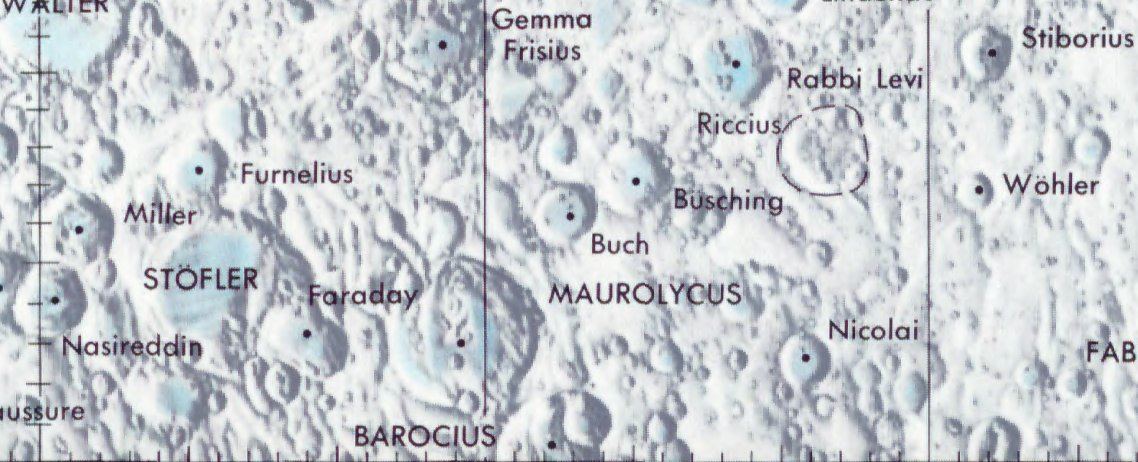
Localización de Büsching (centro de la imagen)

Este cráter ha sido erosionado por una larga historia de impactos posteriores, de modo que el contorno se ha desgastado y el borde se ha redondeado. Varios cráteres pequeños se encuentran a lo largo del límite del brocal de Büsching, con un pequeño cráter en el suelo (Büsching A), situado cerca del borde en el lado este-sureste. El suelo interior es algo irregular y carece de un pico central en el punto medio.

## Cráteres satélite
Por convención estos elementos son identificados en los mapas lunares poniendo la letra en el lado del punto medio del cráter que está más cerca de Büsching.

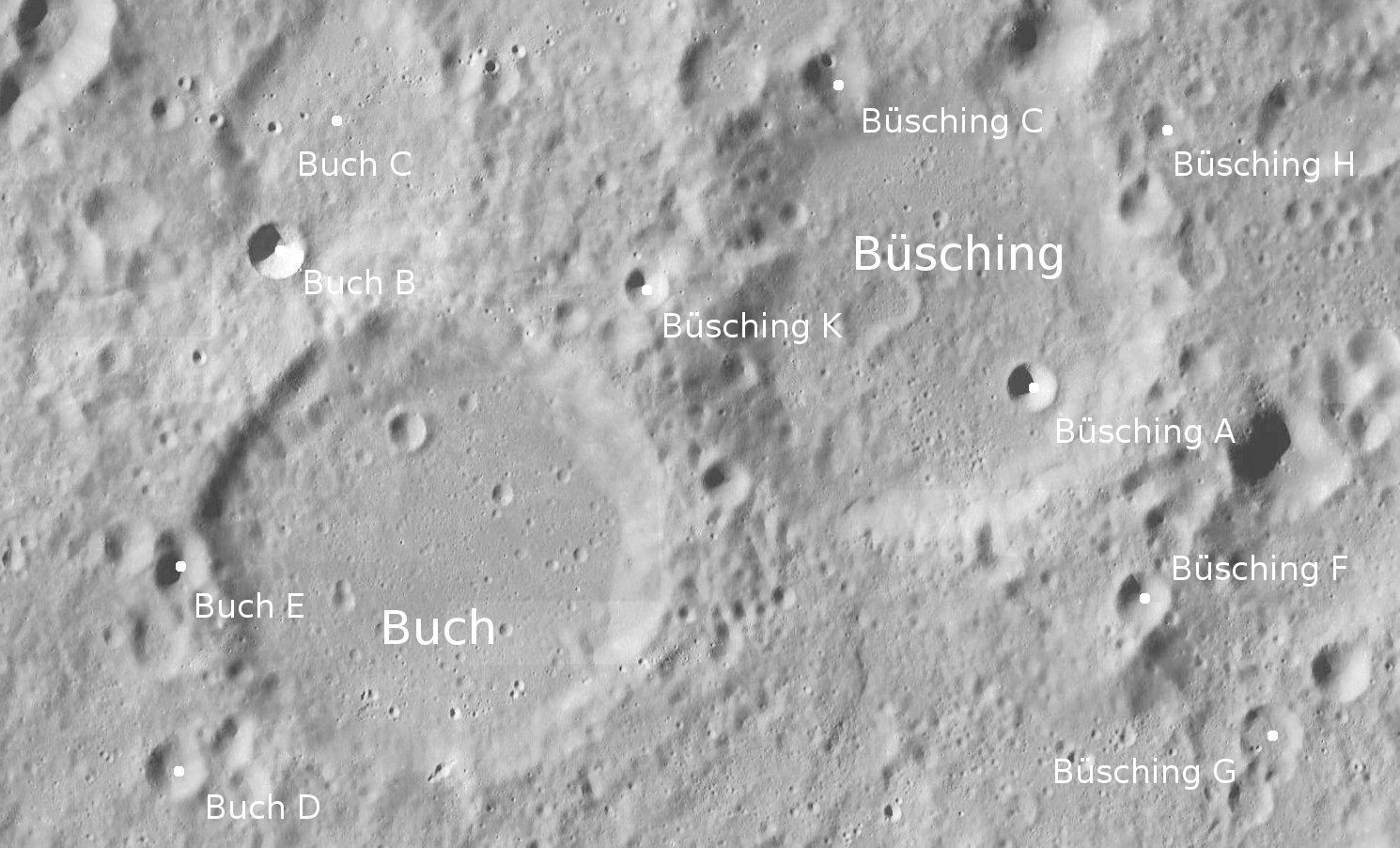
Fotografía de la misión Lunar Reconnaissance Orbiter

|          | \| Büsching \| Coordenadas \| Diámetro \| \| -------- \| ----------------------------- \| -------- \| \| A \| 38°18′S 20°24′E / -38.3, 20.4 \| 6 km \| \| B \| 39°00′S 22°48′E / -39.0, 22.8 \| 17 km \| \| C \| 37°12′S 19°36′E / -37.2, 19.6 \| 7 km \| \| D \| 38°36′S 22°00′E / -38.6, 22.0 \| 33 km \| \| E \| 36°36′S 18°24′E / -36.6, 18.4 \| 15 km \| \| F \| 39°00′S 21°00′E / -39.0, 21.0 \| 6 km \| \| G \| 39°30′S 21°36′E / -39.5, 21.6 \| 8 km \| \| H \| 37°24′S 21°06′E / -37.4, 21.1 \| 5 km \| \| J \| 39°30′S 22°12′E / -39.5, 22.2 \| 7 km \| \| K \| 37°54′S 18°42′E / -37.9, 18.7 \| 5 km \| |          |
| Büsching | Coordenadas | Diámetro |
| A        | 38°18′S 20°24′E / -38.3, 20.4 | 6 km     |
| B        | 39°00′S 22°48′E / -39.0, 22.8 | 17 km    |
| C        | 37°12′S 19°36′E / -37.2, 19.6 | 7 km     |
| D        | 38°36′S 22°00′E / -38.6, 22.0 | 33 km    |
| E        | 36°36′S 18°24′E / -36.6, 18.4 | 15 km    |
| F        | 39°00′S 21°00′E / -39.0, 21.0 | 6 km     |
| G        | 39°30′S 21°36′E / -39.5, 21.6 | 8 km     |
| H        | 37°24′S 21°06′E / -37.4, 21.1 | 5 km     |
| J        | 39°30′S 22°12′E / -39.5, 22.2 | 7 km     |
| K        | 37°54′S 18°42′E / -37.9, 18.7 | 5 km     |